# Toikut, Kovel
Toikut (în ucraineană Тойкут) este localitatea de reședință a comunei Toikut din raionul Kovel, regiunea Volînia, Ucraina.

## Demografie
Componența lingvistică a localității Toikut
     Ucraineană (98,62%)
     Alte limbi (1,38%)
Conform recensământului din 2001, majoritatea populației localității Toikut era vorbitoare de ucraineană (98,62%), existând în minoritate și vorbitori de alte limbi.